# Gradius V
 (avril 2019).
Si vous disposez d'ouvrages ou d'articles de référence ou si vous connaissez des sites web de qualité traitant du thème abordé ici, merci de compléter l'article en donnant les références utiles à sa vérifiabilité et en les liant à la section « Notes et références ».
Gradius V est un jeu vidéo développé par Treasure et édité par Konami, sorti en 2004 sur PlayStation 2. Il s'agit d'un shoot them up à défilement horizontal. Les studios de G.rev et de Konami Computer Entertainment Tokyo ont également participé à son développement.
À l'instar des précédentes productions du studio japonais Treasure, comme Radiant Silvergun et Ikaruga, Gradius V allie des qualités de réalisation et d'inventivité. La difficulté du jeu est importante et exige un réel apprentissage pour espérer progresser. Au fur et à mesure de sa progression, le joueur découvre un gameplay parfaitement maîtrisé.

## Système de jeu
{{Le jeu est un shoot'em up en 3D a défilement horizontal.
Le jeu est jouable a deux joueurs en simultané (un vaisseau bleu pour le joueur 1, un orange pour le joueur 2). À noter qu'à un joueur, le choix du port manette correspond à une couleur de vaisseau.
La moindre collisions entre le vaisseau du joueur et un élément du décor, vaisseau ou tir ennemi est fatale : le joueur perd une vie. Le menu des options permet de choisir entre une résurrection instantanée ou de reprendre au dernier check point.
Le système reprend celui instauré dans la série des Gradius: un bonus collecté fait avancer d'une case un curseur sur une barre d'options. Chaque case correspond à une option. Plus le curseur avance sur cette barre, plus l'option est intéressante.
Le joueur a alors le choix de valider cette option ou d'attendre la suivante, sachant que le curseur reprendra à zéro si le joueur valide l'option.
Il y a alors une stratégie à mettre en place en fonction de la situation et de l'option que le joueur désire avoir en priorité.
Les options sont dans l'ordre : vitesse, missiles, arme 1, arme 2, module de tir, et bouclier.
Lorsque le joueur perd une vie, toutes les options sont perdues.
Le jeu se découpe en huit niveaux. Chaque niveau se conclut par une confrontation avec un boss. Des boss intermédiaire peuvent aussi intervenir pendant ou vers la fin d'un niveau.
Le joueur peut choisir le niveau de difficulté. Cependant le jeu augmente en difficulté lorsque le joueur possède un vaisseau bien équipé. S'il meurt, la difficulté revient a celle définie par défaut.}}

## Équipe de développement
- Planification et direction : Hiroshi Iuchi, Atsutomo Nakagawa
- Programmeur principal : Atsutomo Nakagawa
- Programmeur : Masakazu Takeda
- Conception des objets : Mitsunobu Ochi, Masataka Hayakawa
- Conception des décors : Hiroshi Iuchi 14, Hideyuki Kato, Mitsunobu Ochi, Yasushi Takano
- Musique : Hitoshi Sakimoto
- Effets sonores : Satoshi Murata
- Producteur exécutif Treasure : Masato Maegawa
- Producteurs : Yasushi Takano, Osamu Kasai
- Manager général : Gozo Kitao
- Producteur exécutif : Michihiro Ishizuka